# イシチドリ

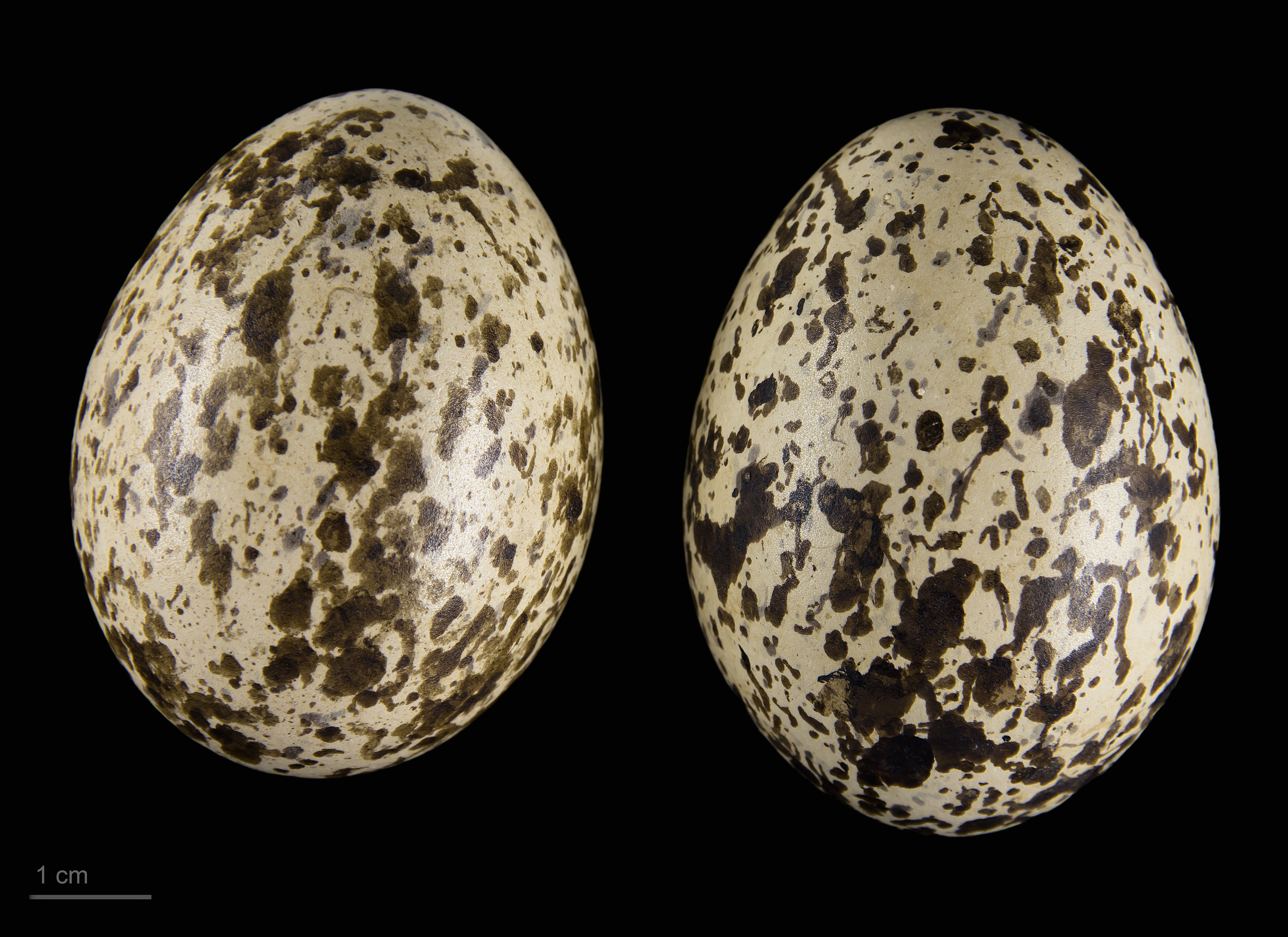
Burhinus oedicnemus oedicnemus

イシチドリ（石千鳥、学名：Burhinus oedicnemus）は、チドリ目イシチドリ科に分類される鳥類の一種。